# Meghann Fahy
Meghann Fahy (Longmeadow, Massachusetts, 25 d'abril de 1990) és una actriu estatunidenca, coneguda pel seu paper de Sutton Brady a la sèrie de televisió estatunidenca The Bold Type (2017–2021).

## Biografia
Fahy prové d’una família de cantants, però la seva única experiència abans d’haver aconseguit un concert en la sèrie prèvia a Broadway de Next to Normal va ser interpretar a Dorothy en la obra de teatre El màgic d'Oz quan estava a l'institut.
Es va traslladar a Nova York a l'edat de 18 anys per estudiar el paper de Natalie en el musical Next to Normal i després que Jennifer Damiano deixés el paper de la jove adolescent en aquesta obra a Broadway, Fahy la va reemplaçar com actriu principal en el rol de Natalie fins a acabar les representacions el 2011.
Del 2010 al 2012 ho va compaginar interpretant el personatge de Hannah O'Connor a la sèrie One Life to Live, de la cadena ABC.
A partir d’aquí va començar la seva carrera al cinema i a la televisió. Ha protagonitzat i ha participat en sèries com The Jim Gaffigan Show, The Good Wife, Necessary Roughness, Political Animals, Chicago Fire, Gossip Girl i va interpretar a la jove Caroline al telefilm The Lost Valentine. Ha tingut també papers secundaris a les produccions independents Burning Bodhi (2015), Those People (2015) i Our Time (2016).
Des del 2017 interpreta el paper de l'ajudant d'estilista Sutton Brady, amb les seves inseparables companyes de redacció a la revista Scarlet Kat Edison (Aisha Dee) i Jane Sloan(Katie Stevens), a la sèrie estatunidenca de Freeform The Bold Type (2017–2021).
The Bold Type, inspirada en la vida de la que va ser editora de la revista Cosmopolitan Joanna Coles, es va renovar el gener del 2021 per una cinquena i última temporada de sis episodis.

## Filmografia

### Televisió
| Any       | Títol                             | Paper           | Notes                                               |
| --------- | --------------------------------- | --------------- | --------------------------------------------------- |
| 2009      | Gossip Girl                       | Devyn           | Episodi: "The Lost Boy" (Temporada 3 episodi 3)     |
| 2010-2012 | One Life to Live                  | Hannah O'Connor |                                                     |
| 2011      | The Lost Valentine                | Caroline        | Telefilm                                            |
| 2011      | Georgetown                        | Erica Wallace   | Telefilm                                            |
| 2011      | The Good Wife                     | Shelby Hale     | Episodi: "Affairs of State" (Temporada 3 episodi 6) |
| 2012      | Necessary Roughness               | Olivia DiFlorio | 4 episodis                                          |
| 2012      | Political Animals                 | Georgia Gibbons | 4 episodis                                          |
| 2012      | Chicago Fire                      | Georgia Gibbons | 4 episodis                                          |
| 2013      | It Could Be Worse                 | Joy             | 1 episodi                                           |
| 2014      | Law & Order: Special Victims Unit | Jenny Aschler   | Episodi: "Downloaded Child"                         |
| 2015      | The Jim Gaffigan Show             | Maria           | Episodi: "Maria"                                    |
| 2015      | Blue Bloods                       | Lacey Chambers  | Episodi: "Worst Case Scenario"                      |
| 2017-2021 | The Bold Type                     | Sutton Brady    | Protagonista                                        |
| 2018      | Deception                         | Alicia Davis    | Episodi: "The Unseen Hand"                          |
| 2019      | Just Add Romance                  | Carly           | Telefilm                                            |

### Cinema
| Any  | Títol         | Paper         | Notes |
| ---- | ------------- | ------------- | ----- |
| 2015 | Those People  | London        |       |
| 2015 | Burning Bodhi | Lauren        |       |
| 2016 | Miss Sloane   | Clara Thomson |       |
| 2016 | Our Time      | Jen           |       |

## Premis i Nominacions
- Teen Choice Awards
  - Nominada 2018 : Choice Summer TV Star (The Bold Type)[11]